# Abraham Lake (Nowa Szkocja)
Abraham Lake (10 września 1953–10 maja 1976 Bear Lake) – jezioro (lake) w kanadyjskiej prowincji Nowa Szkocja, w hrabstwie Halifax, na południowy wschód od jeziora Governor Lake, na północny wschód od jeziora Como Lake; nazwa Abraham Lake urzędowo zatwierdzona 12 grudnia 1939. Teren jeziora wchodzi w skład prowincjonalnego rezerwatu przyrody Abraham Lake Nature Reserve.